# Bellefonte (Delaware)
Bellefonte – miasto w Stanach Zjednoczonych, w stanie Delaware, w hrabstwie New Castle.